# Pseudanos
Pseudanos és un gènere de peixos de la família dels anostòmids i de l'ordre dels caraciformes.

## Taxonomia
- Pseudanos gracilis (Kner, 1858)[3]
- Pseudanos irinae (Winterbottom, 1980)[4]
- Pseudanos trimaculatus (Kner, 1858)[3]
- Pseudanos winterbottomi (Sidlauskas & Santos, 2005)[5][6][7][8][9][10][11]